# Aleksandr Legkov

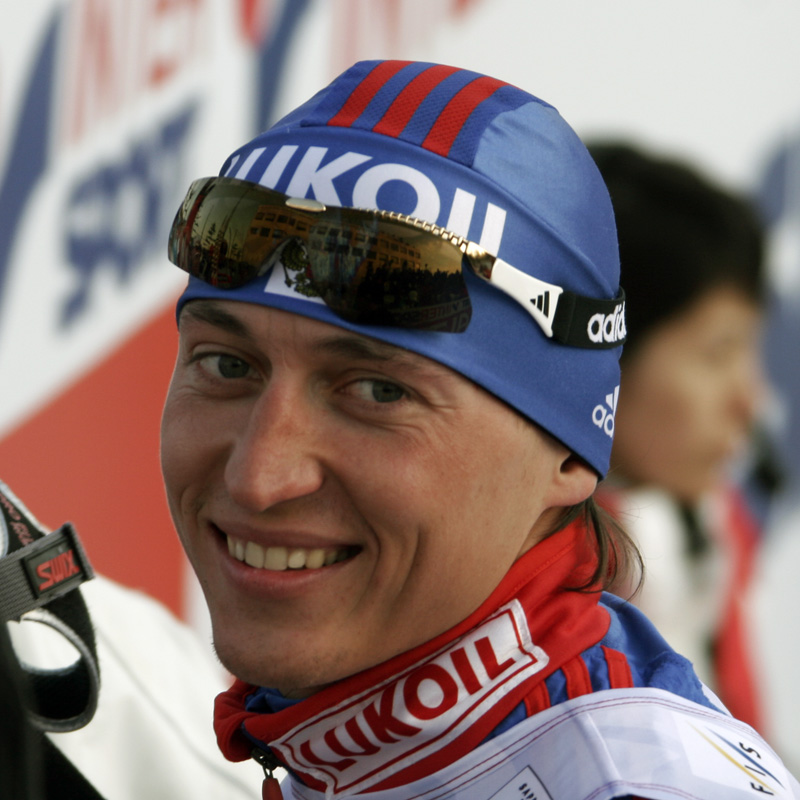
Aleksandr Legkov

Aleksandr Gennadevitj Legkov (ryska: Алекса́ндр Генна́дьевич Лeгков), född 5 juli 1983, är en rysk längdskidåkare.
Legkov har tre världscupssegrar. Han tog sin första vinst i ryska Rybinsk i januari 2007. Legkov var även med i det ryska stafettlag som blev silvermedaljörer i VM 2007 i Sapporo. Legkovs kanske största framgång hittills är Tour de ski-segern han tog 2012/2013. Vid VM 2013 i Val di Fiemme deltog han i stafettlaget som tog brons, och han slutade totaltvå i världscupen efter att ha spurtat ned Dario Cologna under säsongsfinalen i Falun.
Vid olympiska vinterspelen 2014 tilldelades Legkov silver i stafetten över 4 x 10 kilometer. Dessutom tilldelades han guld i OS 2014 i 50 kilometer fristil. Medaljer som han sedan fråntogs efter att ha blivit diskvalificerad på grund av anklagelser om dopning. I februari 2018 kom idrottens skiljedomstol med beskedet att bevisen för att Legkov brutit mot dopningreglerna är otillräckliga och han fick därmed tillbaka OS-medaljerna.

## Världscupssegrar (6)
| Datum            | Ort           | Disciplin                     |
| ---------------- | ------------- | ----------------------------- |
| 20 januari 2007  | Rybinsk       | 30 km fristil, masstart       |
| 8 mars 2009      | Lahtis        | 15 km fristil, intervallstart |
| 28 november 2010 | Kuusamo       | Nordiska öppningen            |
| 6 januari 2013   | Val di Fiemme | Tour de ski                   |
| 16 mars 2013     | Oslo          | 50 km fristil, masstart       |
| 1 februari 2014  | Toblach       | 15 km klassiskt               |